# 飯塚昭三
飯塚 昭三（いいづか しょうぞう、1933年〈昭和8年〉5月23日 - 2023年〈令和5年〉2月15日）は、日本の声優、俳優、ナレーター。シグマ・セブン最終所属。
代表作は、『機動戦士ガンダム』（リュウ・ホセイ）、『ミスター味っ子』（丸井善男）、『忍たま乱太郎』（稗田八方斎）、『人造人間キカイダー』（ハカイダー）、『リロ・アンド・スティッチ』（ジャンバ博士）、『カールじいさんの空飛ぶ家』（カール・フレドリクセン）など。

## 経歴

### 生い立ち
東京府（現・東京都）で誕生し、小学生時代に母親の実家がある福島県磐城市（現・いわき市）に疎開し、高校卒業まで過ごす。仕事の表現者は嫌いであり、小学校から柔道や野球をしていたことから、当時は演劇には興味がなかった。
福島県立磐城高等学校在学中の高校1年の時に恩賜上野動物園に、象のはな子が到着していたこともあり、先輩に「俺が後ろ足をやるから、お前、前足をやりなよ」と誘われて、仮装行列の出し物で象の足の役を演じて芝居を始める。そのときの先輩がのちに演劇部を結成し、誘われて入部する。
最初の演劇では女の子役であり、母が見つけてきた衣裳と毛糸の髪の毛をつけて演じた。6つか7つセリフがあるうち、本番では2つか3つしか言えず、悔しかった。それで、次の演劇の『法律の轍』では、法律家役を演じていたが、その時はしっかりセリフも言えて演じ切った。その後は「芝居が面白い」と思うようになり、結局は負けず嫌いのような形で始まった。
それまでは演劇の「え」の字も無知だったが、先輩に聞いて色々な本を読むようになった。台本も読み、色々な芝居をしていくうちに、高校3年生の時には先輩から引き継いで部長になった。その時に木下順二の『夕鶴』で与ひょう役を演じ、福島県の演劇コンクールで2位を獲得。女子高との合同公演であり、当時は映画を観るにも「男は木曜日で女は金曜日」というように男女別の時代だったことから、演劇でも男が女役を演じるなど、男だけでしていた。しかし「そんなのおかしい」と女子高の教師に許可をもらい、男女合同での演劇を実現させたという。
芝居をしていくうちに、「演劇を専門で勉強したい」と思うようになり、日本大学芸術学部演劇学科に進学。当時は母は新聞記者にさせたがっており、父も他の学校に入るのを希望していた。しかし飯塚は同大学は内緒で受けて、他の学校はわざと失敗したといい、実力が足りなかったとも語っていた。在学中に劇団を結成して、日本各地で演劇を上演する。大学卒業後も、仲間と劇団を組んで公演を行っていた。当時は劇団仲間たちと一緒に「マスコミに通用するプロダクションを作りたい」と思うようになったという。しかし個人では作っていいのかも分からず、そんなお金もなく、仲間5人で劇団若草でスタッフとしても就職していた。
テレビ局を担当するからマネージャーになり、テレビ局を回る仕事をし、必要なノウハウを3〜4年で学び、劇団若草を退社。学んでいたノウハウを活かし、独立後は、劇団チャイムや劇団アポロなどの5つくらいプロダクションを結成。
プロダクションのマネージャーをしていた時に、ある撮影で「役者の隣に座ってくれ」と言われた。そのまま出演していたところ「出てくれてありがとう」とお金をもらった。ギャラを渡されることを体験して、「役者っていいな、役者やろうかな」と少し考えるようになったという。

### 声優デビュー後
その後も舞台に出演していたが、その際に偶々洋画の吹き替えに出演したことがきっかけで、声優としても活動するようになった。
東映での最初の仕事は、『好き! すき!! 魔女先生』のクモンデス役。この役がきっかけで、その後も怪獣、悪役、敵役を演じるようになった。その次が、『超人バロム・1』のドルゲ役だった。6か月間、病気により声がまったく出なくなったため、特撮「メタルヒーローシリーズ」第1作『宇宙刑事ギャバン』のドン・ホラー役を第10話で降板して半年間の休養後、アニメ『愛の戦士レインボーマン』の帝王ドンゴロス役で復帰する。
東京俳優生活協同組合を経て、1988年からシグマ・セブンに所属。

### 2000年代以降
後進の育成にも精力的であり、シグマ・セブンの関連会社養成機関であるDOA The・声優塾の主任講師を2022年末まで務めていた。この他、2007年から専門学校アートカレッジ神戸にて「飯塚ゼミナール」という講義を行っていた。1999年時点から40年近く福島県いわき地区の高校演劇コンクールの審査員もしていた。
2010年には「スーパー戦隊シリーズ」第34作『天装戦隊ゴセイジャー』では物語序盤のレギュラーとして大王モンス・ドレイクの声を担当することになった。2006年発売のゲームソフト『宇宙刑事魂』にて過去に降板したドン・ホラー役に復帰し、魔王サイコの声も担当した。その後の映画作品などでも、それらの役を引き続き担当している。
2022年、『東京アニメアワードフェスティバル 2022』において「アニメ功労部門」を受賞。
最晩年の2022年末頃からは、体調を崩し仕事を控えていたという。2023年2月15日午前9時14分、急性心不全のため死去。89歳没。訃報は、同月28日に所属事務所により発表された。
遺作は、かつて主演したアニメーション映画『カールじいさんの空飛ぶ家』の続編であり、2023年8月に劇場公開された短編アニメーション映画『カールじいさんのデート』のカールじいさん役となった。

## 人物
方言は東北弁（福島弁）。資格は普通自動車免許。
声優としては、ナレーション、アニメ、外画の吹き替えなどを中心に活躍していた。
多数の特撮・アニメ作品で悪役の声を演じている。役を演じていた時に「こういう感じでやってください」と具体的な注文をされたことはなく、何も指示がなかった中で演じていたという。特撮作品『人造人間キカイダー』ではハカイダーを演じており、『人造人間キカイダー』のムック本が発売された際、その編集者から「30年間地球と戦い続けた男」という称号を送られたと嬉しそうに語っていた。
書籍『キカイダー讃歌』におけるインタビューにあたっては、部屋に入るなり、出版を記念して復刻されたハカイダーのスーツを目にするや「この年でかぶり物をやらされるとは思わなかった」と、頼まれていないのに自ら本物のハカイダーに扮している。
ボランティア活動にも積極的に参加しているが、その理由をこれまでの経歴にかけて「何度も地球を征服しようとした罪滅ぼし」と冗談めかして語ったこともある。また、「宇宙刑事シリーズ」など、音声はアフレコを前提とする特撮番組の収録の際は新人俳優に台詞の特訓をしていたこともあり、特撮番組に出演した経験のある俳優からも人望が厚い。
過去に『超人バロム・1』においてドルゲを演じ、その後、ゲーム『ローグギャラクシー』でドルゲンゴアという名の類似したキャラクターを演じている。これは偶然であり、レベルファイブ社長の日野晃博は「特に意味はない」と『ローグギャラクシー』収録の際に語っており、このため、飯塚が「昔ドルゲをやっていた」と言うと驚いていたという。ドルゲの特徴的な「ルロロロロロ…」という怪音は、本人によると脚本には「レロレロ」などとしか書かれていなかった。飯塚は先んじて『好き! すき!! 魔女先生』で敵役のクモンデスの「チューカカカッ」という奇妙な鳴き声をアドリブで生んでいて、これがプロデューサーの平山亨に強い印象を残し、ドルゲでの起用となったという。
声帯を痛めて『宇宙刑事ギャバン』を降板している間は「声優の仕事はもうできない」と考えていたという。『愛の戦士レインボーマン』で復帰できた時は有り難かったと述懐している。
高校時代、文化祭の責任者で、文化祭が終えてうちに帰ったところ、「学校が燃えてまっせ!!」という連絡が入り全焼であった。責任者であったことから10日間警察に呼ばれてしまったという。
日本大学在学中は、原節子と田中絹代のファンで、熱心に映画を観ていたという。そのため『千年女優』で立花源也を演じた際、主人公・藤原千代子を具現化するのも早かったという。
声優をするために舞台活動をする若手声優に対し、「目的を他において舞台をやってほしくない」と苦言を呈している。本人によると、この苦言の真意は「声優の仕事がない時の穴埋めとして、安易に舞台に立つ者がいるので、そういうことはやめてほしい。舞台に立つ以上は真剣に取り組んでもらいたい」とのことである。
内海賢二とは「昭ちゃん」と「賢坊」と呼び合うほど親交が深かった。その内海が2013年6月に他界し、同年10月に放送される『はじめの一歩』の第3期で内海の持ち役である鴨川会長の声を引き継ぐことになった。飯塚はオファーを受けた際、非常に悩みながらも「賢坊のまねはできませんが、僕なりに葛藤しながらこの役を精いっぱいやらせていただければ」と語っている。ただし2020年で飯塚も同役を降板し、2021年のスマホゲームでは佐藤正治が後任となっている。
高山みなみからはデビュー時から世話になっていたことから恩師として慕われていた。高山によると共演作である『忍たま乱太郎』のスタジオでは恩返しをしている気持ちだったといい、飯塚が稗田八方斎役を降板するまでやり取りができて幸せであったと語っている。また、一龍斎貞友によれば見事にサポートをしており、飯塚も高山の言うことは必ず聞いて頼りにしていたという。
かつては「他の役者さんが僕のモノマネをできないってことが自慢」と発言していたが、2022年のインタビューでは自身のものまねタレントが現れてほしいと発言しており、「面白いじゃない？ 野沢のマコさん（野沢雅子）みたいに。ハカイダー芸人とか飯塚昭三芸人とか現れないかな？（笑）」とコメントしている。

## 後任
飯塚の降板および死後、持ち役を引き継いだ人物は以下の通り。
| 後任     | 役名                      | 概要作品                             | 後任の初担当作品                                   |
| -------- | ------------------------- | ------------------------------------ | -------------------------------------------------- |
| 板取政明 | ネオ・コルテックス        | 「クラッシュ・バンディクーシリーズ」 | 『クラッシュ・バンディクー4 とんでもマルチバース』 |
| 柴田秀勝 | 大門博士                  | 『グランブルーファンタジー』         | 2020年12月28日更新以降                             |
| 銀河万丈 | ジャック                  | 『五福星』                           | フジテレビ版追加収録部分                           |
| 玄田哲章 | 魔神王                    | 『七つの大罪』                       | 『七つの大罪 憤怒の審判』                          |
| 佐藤正治 | 鴨川源二                  | 『はじめの一歩』                     | 『はじめの一歩 FIGHTING SOULS』                    |
| 梁田清之 | 飯富昌虎                  | 『みどりのマキバオー』               | BD BOX特典映像「終わらない挑戦!!」                 |
| 梁田清之 | バラガン・ルイゼンバーン  | 『BLEACH』                           | 『BLEACH Rebirth of Souls』                        |
| 間宮康弘 | 稗田八方斎                | 『忍たま乱太郎』                     | 第30期第23話                                       |
| 間宮康弘 | ダリウス14世              | 『PLUTO』                            | エピソード8                                        |
| 宝亀克寿 | 人造人間8号（ハッチャン） | 『ドラゴンボール』                   | 『ドラゴンボール レジェンズ』                      |
| 辻親八   | パウエル                  | 『ダイ・ハード』機内上映版           | スターチャンネル追加収録                           |
| 長谷川忍 | ジャンバ・ジュキーバ博士  | 『リロ・アンド・スティッチ』         | 『リロ&スティッチ (2025年の映画)』                 |
| 谷昌樹   | ゲンジマル                | 『うたわれるもの』                   | 『うたわれるもの ロストフラグ』                    |

## 出演
太字はメインキャラクター。

### テレビアニメ
1965年
- 狼少年ケン
- 鉄人28号（海野）
- 鉄腕アトム（金三角）

1967年
- 黄金バット（ガードマン、船員）

1969年
- 佐武と市捕物控（若侍）

1970年
- あしたのジョー（1970年 - 1981年） - 2シリーズ
- 昆虫物語 みなしごハッチ（1970年 - 1974年、カマ吉おじさん、隊長） - 2シリーズ

1971年
- アタックNo.1
- アニメンタリー 決断
- いなかっぺ大将
- 珍豪ムチャ兵衛
- 国松さまのお通りだい（殿山〈初代〉）

1972年
- 赤胴鈴之助
- アストロガンガー（ガンガー）
- 科学忍者隊ガッチャマン（ブラックバードの隊長〈初代〉）
- 樫の木モック（隊長）

1973年
- 侍ジャイアンツ

1974年
- 荒野の少年イサム
- ジムボタン（切り裂きザルデン）
- 柔道讃歌（山岡）
- 小さなバイキングビッケ（ブルートゥース人）
- ドロロンえん魔くん
- はじめ人間ギャートルズ
- 破裏拳ポリマー（署長）

1975年
- タイムボカン（黒騎士、ヒッドラ、大酋長、マッホ）
- フランダースの犬（金物屋）
- 勇者ライディーン（1975年 - 1976年、ダイヤン、激怒）

1976年
- グロイザーX（ルパン隊長）
- 新ドン・チャック物語（ライダー）
- 母をたずねて三千里（ビン運搬馬車の御者）
- ポールのミラクル大作戦（岩石巨人、ネコター大王、スプレー魔人、ティーフ魔人、ルイ、ガバ、銀魔人）
- UFO戦士ダイアポロン（ギラニク）

1977年
- 家なき子（ドリスコル）
- 一発貫太くん（無法虎）
- おれは鉄兵（吉岡）
- 超電磁マシーン ボルテスV（1977年 - 1978年、ジャンギャル、獣士、ダイアンド、貴族A）
- 氷河戦士ガイスラッガー（志岐博士）
- ブロッカー軍団IVマシーンブラスター（チャーリー）
- ヤッターマン（1977年 - 1978年、徳兵衛、雪男、フンダックル、アルカッポレ、ブラックツー、来々）
- あらいぐまラスカル（マーチン・ラッセル）

1978年
- 一球さん（五味連太郎）
- 宇宙戦艦ヤマト2（ゴーランド）
- 新・巨人の星
- 宝島（1978年 - 1979年、ハンズ）
- 闘将ダイモス（1978年 - 1979年、バルバス、ガボット、グルメン、バンクス 他）
- 100万年地球の旅 バンダーブック
- ペリーヌ物語
- 無敵鋼人ダイターン3（ブランドル）
- ルパン三世（第2作）（1978年 - 1979年）
- まんが日本絵巻
- 野球狂の詩（1978年 - 1979年、阿蘇高監督、審判、甚五郎、客、虎谷）

1979年
- 機動戦士ガンダム（リュウ・ホセイ）
- サイボーグ009（1979年版）（コチーズ、ゴルドン博士、マラート）
- ザ☆ウルトラマン（バラドン星人、ボア）
- ゼンダマン（1979年 - 1980年、オニ、地主、ゼンダゴリラ）
- 闘士ゴーディアン（ドブロス医師）
- 日本名作童話シリーズ 赤い鳥のこころ（閻魔大王）
- ベルサイユのばら（1979年 - 1980年）
- 星の王子さま プチ・プランス（考古学者）
- まんが猿飛佐助（服部半蔵、魔竜道人）
- 未来ロボ ダルタニアス（1979年 - 1980年、熊寅）

1980年
- 宇宙戦士バルディオス（ハル隊長）
- 宇宙大帝ゴッドシグマ（リーツ司令）
- 円卓の騎士物語 燃えろアーサー（ヤーキブ）
- 怪物くん（ワニのパク）
- ずっこけナイトドンデラマンチャ
- タイムパトロール隊オタスケマン（カポネ）
- 鉄腕アトム (アニメ第2作)（サターン、サルタン）
- 伝説巨神イデオン（ジョーダン・マック）
- トム・ソーヤーの冒険（ブリック）
- ニルスのふしぎな旅（氷の精）
- 無敵ロボ トライダーG7（アキラの父）
- 燃えろアーサー 白馬の王子（ガーゴイル）

1981年
- 宇宙戦艦ヤマトIII（バルコム）
- 怪物くん（テレビ朝日版）（ミイラ男、モーグリ族、雪オヤジ、イーグルマン、コスモスノーマン、カミキル博士、ウッドンガー）
- ゴールドライタン（ウヨッカー、ユキゴン 他）
- 太陽の使者 鉄人28号（陳）
- 最強ロボ ダイオージャ（バードランド星領主）
- じゃりン子チエ（アントニオ）
- 太陽の牙ダグラム（ベイカー）
- Dr.スランプ アラレちゃん（1981年 - 1986年、ジョー・ダン、ロボット、とら八、親分、コマッタチャン〈2代目〉）
- ヤットデタマン（ブラックキッド、ネロ）

1982年
- 愛の戦士レインボーマン（ドンゴロス）
- うる星やつら（1982年 - 1985年、巨大仙人 他）
- おちゃめ神物語コロコロポロン（キマイラ）
- 銀河旋風ブライガー（ビアンコ警部）
- ゲームセンターあらし（鬼）
- 戦闘メカ ザブングル（グロッキー）
- ダッシュ勝平（キング）
- 忍者マン一平（レンジャー小学校のリーダー）
- フクちゃん
- 魔法のプリンセス ミンキーモモ（1982年 - 1992年、ボーマン船長、デカイツラー、オスカー、大鬼） - 2シリーズ

1983年
- 亜空大作戦スラングル（ガラン社長）
- 機甲創世記モスピーダ（所長）
- キャプテン翼（1983年 - 1986年、見上）
- 光速電神アルベガス（ロボター会長）
- さすがの猿飛（局長、黒川）
- 新みつばちマーヤの冒険（アカアリの隊長、クマン蜂のボス）
- スペースコブラ（ブラッド 他）
- 装甲騎兵ボトムズ（参謀C、艇長）
- タイムスリップ10000年プライム・ローズ
- 超時空世紀オーガス（ウォルナー）
- 特装機兵ドルバック（スミス）
- ふしぎの国のアリス（ハンプティ・ダンプティ）
- まいっちんぐマチコ先生
- まんが日本史（武田信玄）
- 未来警察ウラシマン（レオナルド）

1984年
- あした天気になあれ（牛島、向太陽の父親）
- 機甲界ガリアン（1984年 - 1985年、検事、議長）
- 星銃士ビスマルク（キャプテン・ホリデー、神父、ホリデー、オーゼス）
- 超攻速ガルビオン（マック・ギャバン）
- パーマン（社長、オーナー）
- 北斗の拳（1984年 - 1986年、ハートJ、フドウ）
- 牧場の少女カトリ（トポル）
- みゆき (漫画)
- 名探偵ホームズ（1984年 - 1985年、レストレード警部）
- 夢戦士ウイングマン（八百福）
- よろしくメカドック（大男）
- らんぽう

1985年
- 悪魔島のプリンス 三つ目がとおる（巨人のボス）
- キャッツ・アイ（ガウディ）
- ドラえもん（テレビ朝日版第1期）（1985年 - 2002年、ジャイアンのおじさん、社長、おじいちゃん、ボス、ミスターゼロ、クイズ大魔王）
- 忍者戦士飛影（ガルト）
- 六三四の剣（大石署長）
- 炎のアルペンローゼ（ボルマン）
- ルパン三世 PARTIII

1986年
- 宇宙船サジタリウス（シガト）
- ゲゲゲの鬼太郎（第3作）（1986年 - 1987年、いやみ、首相、熊虎、ユムチャック）
- 青春アニメ全集（船長〈潮騒〉、山嵐〈坊ちゃん〉）
- ドラゴンボール（1986年 - 1988年、8号 / ハッちゃん、ミイラくん）
- Bugってハニー（1986年 - 1987年、ガルシス 他）

1987年
- 機甲戦記ドラグナー（1987年 - 1988年、チェホフ、ドルチェノフ）
- シティーハンター（1987年 - 1988年、大空組長、社長、ドン） - 2シリーズ
- 新メイプルタウン物語 パームタウン編（スパイク）
- ミスター味っ子（1987年 - 1989年、丸井善男、カツ芯太郎、K・タニー）

1988年
- エスパー魔美（田舎の男、友一）
- 美味しんぼ（1988年 - 1989年、広告部長、島さん、島高親方〈2代目〉、前原運動部長、会長）
- おそ松くん（第2作）（日土井）
- グリム名作劇場（大魔王）
- 魁!!男塾（雷電）
- 闘将!!拉麵男（不知火）
- トッポ・ジージョ（ペットショップ主人）
- ビックリマン（百聞魔鬼、聖印天流）
- 魔神英雄伝ワタル（1988年 - 1991年、ドアクダー） - 2シリーズ

1989年
- アイドル伝説えり子（田村項介）
- おぼっちゃまくん（1989年 - 1991年、タコ平、カシラ、カメヘン大王、虎彦）
- 昆虫物語 みなしごハッチ（1989年 - 1990年、カマキリ、オニ平）
- ジャングル大帝（第3作）
- 新ビックリマン（ハッカニアン、ドームンク）
- 藤子・F・不二雄アニメスペシャル SFアドベンチャー T・Pぼん（ザブロック）
- ドラゴンボールZ（1989年 - 1996年、ナッパ、ハッチャン） - 1シリーズ + 特別編
- 魔法使いサリー（1989年版）（1989年 - 1991年、すみれの父 / 正彦）

1990年
- NG騎士ラムネ&40（1990年 - 1991年、ドン・ハルマゲ、お仕置き人）
- たいむとらぶるトンデケマン!（隊長、カスター、カポネ）
- チンプイ（ムジエム）
- 平成天才バカボン（皆ごろしのテツ）
- 勇者エクスカイザー（1990年 - 1991年、ダイノガイスト）
- RPG伝説ヘポイ（1990年 - 1991年、ドラクネス）
- YAWARA! a fashionable judo girl!（1990年 - 1991年、源さん、宇佐美、尾崎、銀座キャンキャン）

1991年
- ゲッターロボ號（ビクドル・ハートランド）
- ジャンケンマン（カミナリおやじ）
- 絶対無敵ライジンオー（イタイゾー、スイガラー）
- 太陽の勇者ファイバード（丹波田）
- 新世紀GPXサイバーフォーミュラ（車田鉄一郎）
- 八百八町表裏 化粧師（銀造）
- まじかる☆タルるートくん（神宮寺右軍寺）
- 笑ゥせぇるすまん（剛場豪介、宇田社長、ヒヒオ）

1992年
- あしたへフリーキック（伍代修造、シオドレーヌ・セバスチャン）
- 宇宙の騎士テッカマンブレード（1992年 - 1993年、本田）
- クレヨンしんちゃん（1992年 - 2014年、悪代官、鰐造親分、首領、ツバイン・バッハ、総帥）
- 元気爆発ガンバルガー（1992年 - 1993年、シバイラー、ウラナイナイ）
- スペースオズの冒険（オズ）
- 超電動ロボ 鉄人28号FX（ブリード）
- 炎の闘球児 ドッジ弾平（真行寺将麿）

1993年
- 剣勇伝説YAIBA（五右衛門）
- GS美神（権俵、サンタクロース）
- ジャングルの王者ターちゃん♡（ダイテンドン）
- 忍たま乱太郎（1993年 - 2022年、稗田八方斎〈初代〉）

1994年
- 赤ずきんチャチャ（1994年 - 1995年、マッキー、ブキード）
- 機動武闘伝Gガンダム（ベルチーノ）
- ツヨシしっかりしなさい（隊長）
- 覇王大系リューナイト（モモチ）
- ハックルベリー・フィン物語（シェファードソン氏）
- 幽☆遊☆白書（煙鬼）

1995年
- 空想科学世界ガリバーボーイ（大左ェ門）
- キテレツ大百科（細谷）
- ストリートファイターII V（ダルシム）

1996年
- 快傑ゾロ（カルロス）
- ゲゲゲの鬼太郎（第4作）（1996年 - 1997年、カニ坊主、安田）
- 逮捕しちゃうぞ（ドロボーサンタ）
- 天空のエスカフローネ（ボリス）
- VS騎士ラムネ&40炎（アブラーム）
- みどりのマキバオー（飯富昌虎）
- 名探偵コナン（1996年 - 2009年、黒岩辰次、堀田耕作、井上隆志、明石巌夫、狩谷嗣貴、銀林大蔵、八神圭一）
- るろうに剣心 -明治剣客浪漫譚-（火男）

1997年
- 金田一少年の事件簿（御堂周一郎）

1998年
- アキハバラ電脳組（アキハバラ商工会会長）
- ドクタースランプ（1998年 - 1999年、キャラメルマン7号、キャラメルマン）
- MASTERキートン（コスナー警視）
- 遊☆戯☆王（鯨田、ゾーク）
- ロスト・ユニバース（ジル・イル）

1999年
- 週刊ストーリーランド（社長）
- セイバーマリオネットJtoX（超飛）
- ポケットモンスター（タドコロ）

2000年
- 学校の怪談（おばけ団地の男）
- 機巧奇傳ヒヲウ戦記（権十）
- ゲートキーパーズ（機械将軍）
- 人造人間キカイダー THE ANIMATION（光明寺博士）
- 陽だまりの樹（吉田作ヱ門）
- BRIGADOON まりんとメラン（大統領）
- 闇の末裔（若林昭三）
- ラブひな（竜宮大魔王）

2001年
- カスミン（2001年 - 2003年、霞仙左右衛門） - 3シリーズ
- 破壊魔定光（アグニ）

2002年
- アソボット戦記五九（ガンツ）
- ギャラクシーエンジェルZ（DF社社長）
- サイボーグ009 THE CYBORG SOLDIER（ウンババ大統領）

2003年
- 明日のナージャ（海賊の親分）
- 京極夏彦 巷説百物語（又重郎）
- 人間交差点（会長）
- プラネテス（星野ゴロー）

2004年
- 絢爛舞踏祭 ザ・マーズ・デイブレイク（ドクター）
- サムライチャンプルー（瑞光）
- 鉄人28号（金田博士）
- 火の鳥（カマムシ）
- ポケットモンスター アドバンスジェネレーション（アオバ、ゲンジ）
- 妄想代理人（猪狩慶一）

2005年
- あかほり外道アワーらぶげ（ギガアント皇帝）
- かいけつゾロリ（エンマ大王）
- ガン×ソード（トニー）
- ケロロ軍曹（2005年 - 2007年、紅山プロデューサー、ムシシ）
- JINKI:EXTEND（山野武利）
- 新釈 眞田十勇士（海賊衆の頭目）
- ブラック・ジャック（浅草医師）
- まじめにふまじめ かいけつゾロリ（とんま大王）
- MONSTER（ゾパック）

2006年
- うたわれるもの（ゲンジマル）
- エンジェル・ハート（根掘組長）
- オーバン・スターレーサーズ（クロス）
- 獣王星（コリン）
- スーパーロボット大戦OG -ディバイン・ウォーズ-（ビアン・ゾルダーク）
- 働きマン（星川外務大臣）
- 姫様ご用心（コアラ首領）
- ブラック・ジャック21（ドクター・クーマ）
- よみがえる空 -RESCUE WINGS-（本村裕）

2007年
- ゲゲゲの鬼太郎（第5作）（赤舌）
- シグルイ（賎機検校）
- しゅごキャラ!（2007年 - 2009年、御前） - 3シリーズ
- Devil May Cry（プレシオ）
- デルトラクエスト（ソルディーン）
- REIDEEN（鯨岡）

2008年
- 今日からマ王!（マウリッツ）
- 鉄のラインバレル（五十嵐忍）
- スティッチ!（2008年 - 2015年、ジャンバ博士） - 3シリーズ + 特別編2作品
- ソウルイーター（アル・カポネ）
- ドラえもん（テレビ朝日版第2期）（2008年 - 2013年、ガジル、モッケ、社長、梅次郎）
- 魔人探偵脳噛ネウロ（鎌田教授）
- マッハガール（ジャン・ウェイン）
- ONE OUTS -ワンナウツ-（三原雄三郎）

2009年
- 真マジンガー 衝撃!Z編 on television（ウラヌス）
- ねぎぼうずのあさたろう（まつぼっくりのもんえもん）
- 鋼の錬金術師 FULLMETAL ALCHEMIST（ドミニク・レコルト）
- はじめの一歩 シリーズ（2009年 - 2014年、ミゲル・ゼール、鴨川源二） - 2シリーズ
- BLEACH（バラガン・ルイゼンバーン）

2010年
- 怪談レストラン（エンマ様）
- 心霊探偵 八雲（入江徹雄）

2011年
- Dororonえん魔くん メ〜ラめら（ヘビ壺）
- へうげもの（松永久秀）
- まじっく快斗（ボス）

2012年
- K（2011年 - 2015年、國常路大覚） - 2シリーズ
- ZETMAN（天城光鎧）
- デジモンクロスウォーズ 〜時を駆ける少年ハンターたち〜（ダゴモン）
- トータル・イクリプス（小沢提督）
- 這いよれ! ニャル子さん（大総統）

2013年
- 団地ともお（師匠）
- 超速変形ジャイロゼッター（ゲドー、ジャドー）
- ワルキューレロマンツェ（ジェイムス・アスムッセン）

2014年
- ソードアート・オンラインII（スリュム）
- 神撃のバハムート GENESIS（エンシェントフォレストドラゴン）

2015年
- うしおととら（雲外鏡）
- 血界戦線（ドン・アルルエル・エルカ・フルグルシュ）
- デュラララ!!×2（2015年 - 2016年、粟楠道元） - 3シリーズ
- ドラゴンボール改（人造人間8号）
- パックワールド（サンタク・パック）
- 妖怪ウォッチ（探検隊ナレーション）

2016年
- ジョーカー・ゲーム（アーネスト・グラハム）
- D.Gray-man HALLOW（ズゥ・メイ・チャン）
- TO BE HERO（大王）
- 忍たま乱太郎の宇宙大冒険 with コズミックフロント☆NEXT 太陽系のお友だちの段（稗田八方斎）

2017年
- 鬼平（相模の彦十）
- リトルウィッチアカデミア（ファフニール）
- タイムボカン24（レオナルド・ダ・ヴィンチ）

2018年
- パズドラクロス（テラドラゴン）
- 七つの大罪 シリーズ（2018年 - 2020年、魔神王） - 2シリーズ
- バキ（2018年 - 2020年、老師、劉海王） - 2シリーズ

2019年
- キャロル&チューズデイ（ファイヤー兄弟）

2020年
- 白猫プロジェクト ZERO CHRONICLE（バール）

2021年
- もっと!まじめにふまじめ かいけつゾロリ（2021年 - 2022年、えんま） - 2シリーズ
- ポケットモンスター（ゲンジ）

### 劇場アニメ
1978年
- ルパン三世 ルパンVS複製人間（フリンチ）

1980年
- ゼンダマン ピラミッドの謎の箱だよ!ゼンダマン（ゼンダゴリラ）

1981年
- 宇宙戦士バルディオス（ネグロス）
- 怪物くん 怪物ランドへの招待（イーグルマン）
- 機動戦士ガンダム（リュウ）
- 機動戦士ガンダムII 哀・戦士編（リュウ）
- 21エモン 宇宙へいらっしゃい!（スカンレー）

1983年
- プロ野球を10倍楽しく見る方法（ナレーター）

1984年
- プロ野球を10倍楽しく見る方法 PART2（ナレーター）

1985年
- キン肉マン 晴れ姿!正義超人（朱天童子）
- 戦国魔神ゴーショーグン 時の異邦人（男）

1986年
- キャプテン翼 明日に向って走れ!（見上）
- キャプテン翼 世界大決戦!! Jr.ワールドカップ（見上）
- ドラゴンボール 神龍の伝説（パンジの父）

1987年
- 王立宇宙軍 オネアミスの翼（指導官）
- ダーティペア（ボス）
- 宝島（ハンズ）
- ドラゴンボール 魔神城のねむり姫（執事）

1989年
- SD戦国伝 暴終空城の章（殺駆頭）

1991年
- とべ!くじらのピーク（オデオン）
- ドラえもん のび太のドラビアンナイト（兵士）
- ドラゴンボールZ 超サイヤ人だ孫悟空（カクージャ）
- 武者・騎士・コマンド SDガンダム緊急出撃（宇宙大魔王）

1992年
- ドラゴンクエスト ダイの大冒険 起ちあがれ!!アバンの使徒（ネルソン船長）

1993年
- かいけつゾロリ（船長）
- ろくでなしBLUES 1993（文尊）

1994年
- ストリートファイターII MOVIE（サンダー・ホーク）

1995年
- MEMORIES「彼女の想いで」（イワノフ）

1996年
- ウルトラマンカンパニー（ギャン親分）
- 映画 忍たま乱太郎（稗田八方斎）
- ドラゴンボール 最強への道（ハッチャン〈人造人間8号）

1998年
- 機動戦艦ナデシコ -The prince of darkness-（アズマ）
- ようこそロードス島へ!（ギム）

2000年
- 機動戦士ガンダム 特別版（リュウ・ホセイ）
- 機動戦士ガンダムII 哀・戦士編 特別版（リュウ・ホセイ）

2002年
- ギルステイン（ムデム）
- 千年女優（立花源也）

2003年
- 東京ゴッドファーザーズ（太田）

2004年
- ドラえもん のび太のワンニャン時空伝（ブルタローパパ）

2008年
- クレヨンしんちゃん ちょー嵐を呼ぶ 金矛の勇者（国会議員）

2009年
- 宇宙戦艦ヤマト 復活篇（バルスマン）
- レイトン教授と永遠の歌姫（カーチス・オルドネル）

2011年
- 劇場版アニメ 忍たま乱太郎 忍術学園 全員出動!の段（稗田八方斎）

2012年
- クレヨンしんちゃん 嵐を呼ぶ!オラと宇宙のプリンセス（ゴロネスキー）
- 放課後ミッドナイターズ（シャブリ）
- マジック・ツリーハウス（ボーンズ）

2014年
- 映画ドラえもん 新・のび太の大魔境 〜ペコと5人の探検隊〜（ダブランダー）
- パロルのみらい島（団長）
- ポケモン・ザ・ムービーXY 破壊の繭とディアンシー（ダイイ）

2016年
- キングスグレイブ ファイナルファンタジーXV（イドラ・エルダーキャプト）
- CYBORG009 CALL OF JUSTICE（ブラック・ゴースト）

### OVA
1985年
- ジャスティ（ラウミス）
- 装甲騎兵ボトムズ（幹部B 他）
- ドリームハンター麗夢（美雪の父）
- ホワッツマイケル
- 魔法のプリンセス ミンキーモモ 夢の中の輪舞（ボーマン船長）
- るんは風の中（明の父）

1986年
- アーバンスクウェア 琥珀の追撃（剛田義一）
- ウォナビーズ（沢田博士）
- 機甲界ガリアン 大地の章（検事）

1987年
- 学園特捜ヒカルオン（妖魔獣）
- 傷追い人（手下）
- TWD EXPRESS ROLLING TAKEOFF（タイラー）

1988年
- 機甲猟兵メロウリンク（ゴメス）
- SD戦国伝 頭虫邸の忍者合戦（殺駆頭、圧死魔亜）
- 恐怖のバイオ人間 最終教師（松組番長）
- 銀河英雄伝説（ハンス・ディートリッヒ・フォン・ゼークト）
- Crying フリーマン（和田島）
- ザナドゥ ドラゴンスレイヤー伝説（レイクスォール）
- 沙羅曼蛇（サイバーブレイン）

1989年
- イース（ドクセン）
- SDガンダム外伝 ジークジオン編（ブレックス王）
- 機動戦士SDガンダムMk-III（シャアザク）
- 新キャプテン翼（見上辰夫）
- 聖獣機サイガード -CYBERNETICS・GUARDIAN-（ランドル議員）
- ドッグソルジャー DOG SOLDIER:SHADOWS OF THE PAST（将校）
- 左のオクロック!!（須藤）

1990年
- 機動戦士SDガンダムMk-V（殺駆頭）
- しあわせのかたち（シモパパ）
- CBキャラ 永井豪ワールド（1990年 - 1991年、ゼノン、お掃除隊隊長）
- 力王 RIKI-OH VIOLENCE2 滅びの子（執事）

1991年
- 英雄凱伝モザイカ（デラー）
- NG騎士ラムネ&40 EX ビクビクトライアングル 愛の嵐大作戦（ドン・ハルマゲ）
- NG騎士ラムネ&40 総集編（ドン・ハルマゲ、妖神ゴブーリキ）
- 機動戦士SDガンダム パパルの暁 第103話スギナムの花嫁（町長）
- クレオパトラD.C.（オリエガ）
- BURN-UP（部長）
- 魔獣戦士ルナ・ヴァルガー（魔獣〈ダークロード〉）

1992年
- ジャイアントロボ THE ANIMATION -地球が静止する日（1992年 - 1998年、黒旋風の鉄牛）
- 新世紀GPXサイバーフォーミュラ グラフィティ（車田鉄一郎）
- 新世紀GPXサイバーフォーミュラ11（1992年 - 1993年、車田鉄一郎）
- 世界の光 親鸞聖人（上皇）
- 絶対無敵ライジンオー 陽昇城からくり夢日記（邪悪獣チャンバラー）
- チャイナさんの憂鬱（ロック）
- 超時空要塞マクロスII -LOVERS AGAIN-（ヴォルフ司令官）

1993年
- 難波金融伝・ミナミの帝王（収蔵）

1994年
- 宇宙の騎士テッカマンブレードII（本田）
- グラップラー刃牙（愚地独歩）
- 新世紀GPXサイバーフォーミュラZERO（車田鉄一郎）
- MINKY MOMO IN 旅だちの駅（巡査）

1995年
- 青い瞳の銀鈴 GinRei with blue eyes（鉄牛）
- GOLDEN BOY さすらいのお勉強野郎（勝田十蔵）
- 鉄腕GinRei Episode.23 禁断の果実を奪還せよ 極楽大作戦!!（鉄牛）
- YAMATO2520（ネロス司令官）

1996年
- 今日から俺は!!（黒崎）
- BURN-UP W（課長）
- ファイアーエムブレム 紋章の謎（奴隷商人）
- 新世紀GPXサイバーフォーミュラ EARLYDAYS RENEWAL（車田鉄一郎）
- 新世紀GPXサイバーフォーミュラSAGA（車田鉄一郎）

1997年
- ヴァンパイアハンター（般若）
- 竜機伝承（ガブリエル）

1998年
- 新世紀GPXサイバーフォーミュラSIN（車田鉄一郎）
- 真ゲッターロボ 世界最後の日（車弁慶）

2000年
- 炎のらびりんす（葵重光）
- MEZZO FORTE（桃井桃吉）

2002年
- ゲートキーパーズ21（機械将軍・改）
- ヨコハマ買い出し紀行 -Quiet Country Cafe-（おじさん）

2003年
- アーリーレインズ（ヘブンズヒル）
- マジンカイザー 死闘!暗黒大将軍（暗黒大将軍）

2004年
- 機動戦士ガンダム MS IGLOO -1年戦争秘録-（マルティン・プロホノウ）

2006年
- 機動戦士ガンダム MS IGLOO -黙示録0079-（マルティン・プロホノウ）
- METAL GEAR SOLID 2 BANDE DESSINEE（ピーター・スティルマン）

2007年
- 装甲騎兵ボトムズ ペールゼン・ファイルズ（カスケス）

2010年
- 名探偵コナン KID in TRAP ISLAND（根津新蔵）

2018年
- 幽☆遊☆白書 のるかそるか（煙鬼）

2019年
- 銀河英雄伝説 Die Neue These 星乱（エーレンベルク）

2023年
- PLUTO（ダリウス14世〈初代〉）エピソード5まで

### ゲーム
1990年
- 雀偵物語2 宇宙探偵ディバン出動編（首領ドラー）

1993年
- 天使の詩II 堕天使の選択（赤鬼メロウズ）

1994年
- ポリスノーツ（エド・ブラウン）

1996年
- クラッシュ・バンディクー（ネオ・コルテックス）
- 新スーパーロボット大戦（ルイ・ジャンギャル）
- 戦国ブレード（天外）※セガサターン版
- ドラゴンボールZ 偉大なるドラゴンボール伝説（ナッパ）
- ライトニングレジェンド 大悟の大冒険（銀大男〈K.O.J〉）
- ロックマン8 メタルヒーローズ（トーマス・ライト）

1997年
- EVE burst error（グレン）
- クラッシュ・バンディクー2 コルテックスの逆襲!（ネオ・コルテックス）
- 古伝降霊術 百物語〜ほんとにあった怖い話〜（ナレーション）
- サイバーボッツ（シェイド）
- テイルズ オブ デスティニー（グレバム・バーンハルト、バルック・ソングラム）
- ロックマン バトル&チェイス（ガッツマン、ライト博士）
- ワールド・ネバーランド 〜オルルド王国物語〜（バグウェル）

1998年
- SDガンダム GGENERATION（1998年 - 2025年、リュウ・ホセイ、マルティン・プロホノウ、バーンズ・ガーンズバック） - 9作品
- クラッシュ・バンディクー3 ブッとび!世界一周（ネオ・コルテックス）
- 新世代ロボット戦記ブレイブサーガ（グランダーク、ダイノガイスト）
- スーパーアドベンチャーロックマン（ドクターライト）
- 雪割りの花（相川教授）
- ルルリ・ラ・ルラ（ポジトロ）

1999年
- クラッシュ・バンディクー レーシング（ネオ・コルテックス）
- スーパーヒーロー作戦（ハカイダー）
- スーパーロボット大戦コンプリートボックス（ビアン・ゾルダーク、ザレス・クワイアー）
- スプリガン ルナヴァース（ナレーション）

2000年
- RPGツクール2000 サンプルゲーム・花嫁の冠（ドラゴン）
- アジト3（宇宙大帝王ヘルギルダー）
- EVE ZERO（グレン）
- 裏技麻雀〜これって天和ってやつかい〜（カッペエ）
- 機動戦士ガンダム（リュウ・ホセイ）
- クラッシュ・バンディクー カーニバル（ネオ・コルテックス）
- スーパーロボット大戦α / for DC（2000年 - 2001年、ルイ・ジャンギャル） - 2作品
- ブレイブサーガ2（ダイノガイスト）
- 北斗の拳 世紀末救世主伝説（フドウ）
- ポポロクロイス物語II（老竜神）
- ロックマンDASH2 エピソード2 大いなる遺産（バンコスカス）

2001年
- クラッシュ・バンディクー4 さくれつ!魔神パワー（ネオ・コルテックス）
- スタートリングアドベンチャーズ 空想3×大冒険（百鬼王）
- メタルギアソリッド2（ピーター・スティルマン）

2002年
- クロノアヒーローズ 伝説のスターメダル（パンゴ）
- スーパーロボット大戦IMPACT（激怒巨烈）
- BLOODY ROAR extreme（ガネーシャ）

2003年
- アークザラッド 精霊の黄昏（ザップ、闇黒の支配者）
- アヴァロンの鍵（ダグダ）
- OVER THE MONOCHROME RAINBOW featuring SHOGO HAMADA（グラルエナジー）
- 機動戦士ガンダム めぐりあい宇宙（リュウ・ホセイ）
- ゲゲゲの鬼太郎 異聞妖怪奇譚
- ゲゲゲの鬼太郎 逆襲!妖魔大血戦
- 第2次スーパーロボット大戦α（バルバス、バーンズ・ガーンズバック）
- 電脳戦機バーチャロン マーズ（S.H.B.V.D.ギル少尉）
- ドラゴンボールZ（ナッパ）
- ワイルドアームズ アルターコード:F（ベルセルク）

2004年
- ヴァンパイアパニック（ジン）
- クラッシュ・バンディクー 爆走!ニトロカート（ネオ・コルテックス）
- クラッシュ・バンディクー5 え〜っ クラッシュとコルテックスの野望?!?（ネオ・コルテックス）
- スーパーロボット大戦MX / MXP（2004年 - 2005年、ドルチェノフ） - 2作品
- スーパーロボット大戦GC / XO（2004年 - 2006年、リュウ・ホセイ、ドルチェノフ、バードランド領主） - 2作品
- ドラゴンボールZ2（ナッパ）

2005年
- 戦神 -いくさがみ-（斉藤道三）
- 怪盗スライ・クーパー2（ジャン・バイソン）
- カウボーイビバップ 追憶の夜曲（ホセ・ゴンザレス）
- クラッシュ・バンディクー がっちゃんこワールド（ネオ・コルテックス）
- GENJI（藤原秀衡）
- 魁!!男塾（雷電）
- 忍道 戒（赤目影虎）
- シャイニング・フォース ネオ（グラハム）
- ドラゴンボールZ スパーキング!（ナッパ）
- ドラゴンボールZ3（ナッパ）
- 鋼の錬金術師3 神を継ぐ少女（ロメオ・クレイギン）
- ヘビーメタルサンダー（ザ・ボス）
- 北斗の拳（ハート様）
- 幽☆遊☆白書FOREVER（煙鬼）
- ローグギャラクシー（ドルゲンゴア）

2006年
- うたわれるもの 散りゆく者への子守唄（ゲンジマル）
- 宇宙刑事魂（ドン・ホラー、魔王サイコ、大帝王クビライ）
- 新 鬼武者 DAWN OF DREAMS（塙団右衛門）
- 天外魔境 ZIRIA〜遥かなるジパング〜（南蛮屋 / ゴーヨック）
- ドラえもん のび太の恐竜2006 DS（ドルマンスタイン）
- ドラゴンボールZ スパーキング! ネオ（ナッパ）
- マブラヴ オルタネイティヴ（小沢艦長）

2007年
- Another Century's Episode 3 THE FINAL（車弁慶）
- オーディンスフィア（ブリガン、ベリアル）
- スーパーロボット大戦OG ORIGINAL GENERATIONS（ビアン・ゾルダーク）
- スーパーロボット大戦Scramble Commander the 2nd（激怒巨烈）
- ドラゴンボールZ スパーキング! メテオ（ナッパ、ハッちゃん）
- ドラゴンボールZ 遥かなる悟空伝説（ナッパ）
- ファイナルファンタジー・クリスタルクロニクル リング・オブ・フェイト（教皇ガルデス）

2008年
- カドゥケウス ニューブラッド（ロイド・ウィルケンズ）
- クレヨンしんちゃん 嵐を呼ぶ シネマランド カチンコガチンコ大活劇!
- スーパーロボット大戦A PORTABLE（ルイ・ジャンギャル、バルバス、ドルチェノフ）
- スーパーロボット大戦Z（リーツ司令、ネグロス）
- テイルズ オブ ハーツ（ジルコニア・ド・レ）
- ドラゴンボールZ インフィニットワールド（ナッパ）
- ドラゴンボールZ バーストリミット（ナッパ）
- NINJA GAIDEN 2（兇魔皇帝ダグラダイ）
- メタルギアソリッド4（スクリーミング・マンティス、ラフィング・オクトパス、レイジング・レイブン、クライング・ウルフ、エド、ビースト）

2009年
- スーパーロボット大戦NEO（妖神ゴブーリキ〈ドン・ハルマゲ〉）
- ドラゴンボール 天下一大冒険（人造人間8号、ミイラくん）
- ドラゴンボール改 サイヤ人来襲（ナッパ）
- NINJA GAIDEN Σ2（兇魔皇帝ダグラダイ）

2010年
- Another Century's Episode:R（バーンズ・ガーンズバック）
- キングダム ハーツ バース バイ スリープ（ジャンバ・ジュキーバ博士）
- クレヨンしんちゃん おバカ大忍伝 すすめ!カスカベ忍者隊!
- ゴッド・オブ・ウォーIII（クロノス）
- ドラゴンボールヒーローズ（2010年 - 2018年、ナッパ〈初代〉、人造人間8号） - 5作品
- ドラゴンボールDS2 突撃!レッドリボン軍（人造人間8号、ミイラくん）

2011年
- 機動戦士ガンダム オンライン（リュウ）
- 機動戦士ガンダム 新ギレンの野望（リュウ・ホセイ）
- 忍道2 散華（赤目影虎）

2012年
- 仮面ライダーバトル ガンバライド（キングダーク）
- Kinect ラッシュ: ディズニー/ピクサー アドベンチャー（カール・フレドリクセン）
- スーパーロボット大戦シリーズ（2012年 - 2021年、車弁慶） - 6作品
- Dragon Age II（アリショク）
- 真剣で私に恋しなさい!!R（熊飼満）

2013年
- テイルズ オブ ハーツ R（ジルコニア・ド・レ、モルガ）
- 超速変形ジャイロゼッター アルバロスの翼（ゲドー総統）
- スーパーロボット大戦Operation Extend（ドン・ハルマゲ、車弁慶）

2014年
- ドラえもん 新・のび太の大魔境 〜ペコと5人の探検隊〜（ダブランダー）
- クレヨンしんちゃん 嵐を呼ぶ カスカベ映画スターズ!（サンデー・ゴロネスキー）
- 爽海バッカニアーズ!（オーガスタス＝ダルトリー）
- スーパーヒーロージェネレーション（キングダーク）
- マブラヴ オルタネイティヴ トータル・イクリプス（小沢久彌中将） - PC版

2015年
- ドラゴンボールZ 超究極武闘伝（ハッチャン〈人造人間8号〉）
- スーパーロボット大戦BX（暗黒大将軍）

2016年
- 仮面ライダー バトライド・ウォー創生（創世王）
- グランブルーファンタジー（2016年 - 2018年、大門博士 / 覇壊神ダイモン〈初代〉）
- ファイナルファンタジーXV（イドラ・エルダーキャプト）

2017年
- スーパーロボット大戦V（車弁慶、暗黒大将軍）
- キャプテン翼 〜たたかえドリームチーム〜（見上辰夫）
- クラッシュ・バンディクー ブッとび3段もり!（ネオ・コルテックス）

2018年
- 逆転オセロニア（廻魏羅）
- スーパーロボット大戦X（ドアクダー、暗黒大将軍）

2019年
- スーパーロボット大戦DD（2019年 - 2024年、車弁慶、ルイ・ジャンギャル、ビアン・ゾルダーク）
- 白猫プロジェクト（バール）
- ガンダムネットワーク大戦（リュウ・ホセイ）

2020年
- ドラゴンボールZ カカロット（ハッチャン）
- うたわれるもの ロストフラグ（2020年 - 2022年、ゲンジマル）
- 機動戦隊アイアンサーガ（車弁慶）

2025年
- スーパーロボット大戦Y（暗黒大将軍）

### 吹き替え

#### 担当俳優
ジョン・リス＝デイヴィス
- インディ・ジョーンズ/最後の聖戦（サラー）※日本テレビ版
- スフィンクス（ステファノス）
- 007/リビング・デイライツ（プーシキン）※TBS版

デニス・フランツ
- 殺しのドレス（マリーノ刑事）※TBS版
- サイコ2（ウォーレン・トゥーミー）
- ミッドナイトクロス（マニー・カープ）※TBS版

ヤフェット・コットー
- エイリアン（パーカー）※フジテレビ版
- 華麗なる賭け（カール）※フジテレビ版
- 5枚のカード（リトル・ジョージ）

#### 映画（吹き替え）
- アイランド（ロロ）
- アウトロー（テリル大尉〈ビル・マッキニー〉）※TBS版
- 悪魔の植物人間（リンチ〈トム・ベイカー〉）
- 悪夢の地底遭難（ビル・ヘイル）
- アサイラム 狂気の密室病棟（マグナス・バーク博士〈マーク・ロルストン〉）
- 熱き愛に時は流れて（ローレンス〈ジョン・グッドマン〉）
- アニー（ウィーゼル）
- アフリカの女王（艦長〈ピーター・ブル〉[128]）
- アポカリプト（ゼロ・ウルフ）
- アラモ
- 怒りの山河（ハル・フレイザー）
- 偉大な生涯の物語（熱心党のシモン〈ロバート・ブレイク〉）
- いのちの紐（コバーン博士〈テリー・サバラス〉）
- エイリアン（パーカー〈ヤフェット・コットー〉）※フジテレビ版
- エクソシスト（悪魔の声〈マーセデス・マッケンブリッジ〉）※TBS版
- OK牧場の決斗（モーガン・アープ〈デフォレスト・ケリー〉）※テレビ東京版
- オーバー・ザ・トップ（ジョン・グリズリー）※フジテレビ版
- オーメン（ブーゲンハーゲン〈レオ・マッカーン〉）※TBS版
- 大いなる男たち（リトル・ジョージ〈マーリン・オルセン〉）
- 大いなる決闘（ウィード）
- 狼男アメリカン（ジョセフ）
- 想い出の微笑（リンクイスト）
- 怪奇!血のしたたる家（ロジャー〈ジョス・アクランド〉）
- 画家とモデル ※東京12ch版
- 片腕カンフー対空とぶギロチン（ナイマン）
- 片腕ドラゴン（二谷太郎〈ロン・フェイ〉）※ソフト版
- カラーズ 天使の消えた街（レオ・“フロッグ”・ロペス〈トリニダード・シルヴァ〉）
- 華麗なる賭け（アーウィン・ウィーバー）※TBS版
- カンニング・モンキー 天中拳（ファン長官）※フジテレビ版
- 北国の帝王（コーリー〈ハリー・シーザー〉[129]）
- 騎兵隊（ジャッキー・ジョー）※TBS新録版
- キャノンボール（ニコラス・ヴァン・ヘルシング〈ジャック・イーラム〉[130]）※テレビ朝日版
- キャプテン・キッドの宝島（キャプテン・キッド）
- 恐竜の島（オルソン〈デクラン・マルホランド〉）
- キングコング（ジョー〈ジャック・オハローラン〉）※テレビ朝日旧録版
- キングダム・オブ・ヘブン（ゴッドフリーの兄〈ロバート・ピュー〉）
- 空軍大戦略（アンディ上等兵曹〈イアン・マクシェーン〉）
- 空爆特攻隊（射撃手〈フィリップ・プロクター〉）※テレビ朝日版
- クライシス2050（バーテンダー）※劇場公開版
- 暗闇にベルが鳴る（グラハム〈レスリー・カールソン〉）※フジテレビ版
- グリニッチ・ビレッジの青春（ハーブ）
- クルージング（エデルソン〈ポール・ソルヴィノ〉）
- グレートスタントマン（ロジャー・ディール）※テレビ朝日版
- グレムリン2 新・種・誕・生（ハルク・ホーガン）
- グローリー（マルケイ曹長〈ジョン・フィン〉）※日本テレビ版
- ケープ・フィアー（カーセク〈ジョー・ドン・ベイカー〉）※ソフト版
- 激走!5000キロ（スティーブ・スミス〈ティム・マッキンタイア〉）※TBS版
- ゴーストバスターズ（警視総監）※テレビ朝日版
- ゴーストバスターズ2（レニー市長〈デヴィッド・マーギュリーズ〉）※ソフト版・機内上映版、（ヴィーゴ）※フジテレビ版
- ゴールデン・チャイルド（ホンの患者）※フジテレビ版
- 荒野の1ドル銀貨（フィル・オハラ）※TBS版
- 荒野の七人 ※NET版
- 荒野の七人・真昼の決闘（マーク・スキナー〈ルーク・アスキュー〉）
- 地上より永遠に（ファツォー・ジャドソン〈アーネスト・ボーグナイン〉）※DVD版
- コットンクラブ（ジョー・フリン〈ジョン・P・ライアン〉）※TBS版
- 五福星（チェン・チウ〈ジェームス・ティエン〉）
- ゴリラ（マーティン・ラマンスキー〈スティーヴン・ヒル〉）※TBS版
- コンドル（郵便配達人）※テレビ朝日旧録版
- サイコ（アル・チェンバース保安官〈ジョン・マッキンタイア〉）※ソフト版
- サイコ2（ウォーレン・トゥーミー〈デニス・フランツ〉）
- 最後の猿の惑星（マンデマス〈リュー・エアーズ〉[131]）※追加収録部分
- サイバー・ソルジャー（クライド・ヘインズ将軍〈バリー・コービン〉）
- さいはての用心棒（ユコー〈ベニート・ステファネリィ〉）※TBS版
- 砂塵に血を吐け（ラルフ〈ジグハルト・ラップ〉）
- 殺人魚フライングキラー（ギャビー）※日本テレビ版
- ザ・ハルマゲドン/ワーロック リターンズ（ウィル・トラヴィス）
- さよならゲーム（ラリー・ホケット〈ロバート・ウール〉[132]）※ANA機内上映版
- サルサ/灼熱のふたり（ボス、ホームレス）
- 猿の惑星（ドッジ）※ソフト版
- サルバドル/遥かなる日々（ジョン・キャサディ〈ジョン・サヴェージ〉）
- サンセット大通り（アーティ・グリーン）※テレビ東京版
- サンダーアーム/龍兄虎弟（教団長）※フジテレビ版
- サンタクロース ※テレビ朝日版
- サンタモニカの週末 ※東京12ch版
- サンバーン（クロフォード〈ウィリアム・ダニエルズ〉）
- ジェイコブス・ラダー（ルイス〈ダニー・アイエロ〉）※ソフト版
- ジャッキー・チェンの必殺鉄指拳（首領〈チェン・ヨン・ウェン〉[133]）※TBS版
- ショウタイム（ウィンシップ警部〈フランキー・フェイソン〉）※ソフト版
- 処刑教室（警部）
- 処刑ライダー（レッド）※TBS版
- 白い肌の異常な夜（南軍の男）※テレビ東京版
- 新・明日に向って撃て!（O・C・ハンクス〈ブライアン・デネヒー〉）
- シンバッド七回目の航海（シンドバッドの部下 他）
- シン・レッド・ライン（トール中佐〈ニック・ノルティ〉）
- スーパーコップ90（マーヴィン・バージェス）※VHS版
- スーパー・マグナム（ベネット〈マーティン・バルサム〉）※ブロードメディア・スタジオ版
- スーパーマン（強盗〈ウェストン・ギャヴィン〉、巡査部長〈レックス・エヴァーハート〉）※テレビ朝日旧録版
- スカーレット&ブラック（ヴィットリオ神父〈ラフ・ヴァローネ〉）
- スカイエース（ベネット伍長）
- スタークラッシュ（ザース伯爵〈ジョー・スピネル〉）
- スタートレックIII ミスター・スポックを探せ!（モルツ〈ジョン・ラロケット〉）※日本テレビ版
- スターマン/愛・宇宙はるかに
- スティング（ライリー、黒手袋の男）※日本テレビ版
- スプラッシュ（ロス教授）※フジテレビ版
- スローターハウス5（ポール・ラザロ〈ロン・リーブマン〉）
- 西部悪人伝（ファーガスン〈アントニオ・グラドーリ〉）
- 世界が燃えつきる日（キーガン〈ポール・ウィンフィールド〉）
- 早春
- ダーククリスタル（スケクシス族皇帝〈ジェリー・ネルソン〉）※NHK-BS版
- ダーティハリー2（シドニー）※テレビ朝日版
- ダーティファイター 燃えよ鉄拳（ザック〈バリー・コービン〉）
- 大西部無頼列伝（オカニヨ）※テレビ東京版
- タイタンの戦い（アクリシオス）
- ダイ・ハード（アル・パウエル巡査部長〈レジナルド・ヴェルジョンソン〉）※機内上映版[134][135]
- 大反撃（ロッシ軍曹〈ピーター・フォーク〉[136]）
- ダイブ/深海からの帰還（ドブロスキー）
- 太陽がいっぱい（フレディ・マイルズ〈ビル・カーンズ〉[137]）※テレビ朝日版
- 太陽を盗め
- 大列車強盗（バージェス）
- 007シリーズ
  - 007 ドクター・ノオ（クオレル〈ジョン・キッツミラー〉[138]）※TBS版
  - 007 ロシアより愛をこめて（モーゼニー〈ウォルター・ゴテル〉[139]）※TBS版
  - 007 サンダーボール作戦[140]（クッツ博士）※TBS版
  - 007は二度死ぬ（ヘンダーソン〈チャールズ・グレイ〉[141]）※TBS版
  - 007 消されたライセンス（ジョー・ブッチャー博士〈ウェイン・ニュートン〉[142]）※VHS版
- ダンス・ウィズ・ミー（ジョン〈クリス・クリストファーソン〉）
- チャイニーズ・オデッセイ（牛魔王）
- 超高層プロフェッショナル（タンク〈アルバート・サルミ〉）
- ディパーテッド（ミスター・フレンチ〈レイ・ウィンストン〉）
- テッド（フランク〈ビル・スミトロヴィッチ〉[143]）
- テッド2（フランク〈ビル・スミトロヴィッチ〉[144][145]）
- デモリションマン（秘書のボブ〈グレン・シャディックス〉）※テレビ朝日版
- デルタフォース2（アルカザー大統領）
- ドクター・ドリトル（ポッサム、ハマースミス診療所の患者〈プルイット・テイラー・ヴィンス〉）※ソフト版
- 特攻大作戦（ロバート・T・ジェファーソン〈ジム・ブラウン〉）
- ドラゴン太極拳（白小鬼〈ユン・ケイ〉）
- ドラブル
- ドリーム・チーム（ミーカム博士）
- 流されて…（ピッポ）
- 泣かないで（ジミー〈ジェームズ・ココ〉）
- 情無用のジャンゴ（オークス）
- ナルニア国物語/第3章: アスラン王と魔法の島（のうなしあんよの頭〈ロイ・ビリング〉[146]）
- 摩天楼はバラ色に（バーニー・ラティガン）※TBS版
- ヌーキー（伍長、大将）
- ネバーエンディング・ストーリー（ロック・バイター〈アラン・オッペンハイマー〉）※ソフト版
- ネバーエンディング・ストーリー 第2章（ロック・バイター）※ソフト版
- ネバーエンディング・ストーリー3（コリアンダー〈フレディ・ジョーンズ〉）※ソフト版
- NO WAY BACK 逃走遊戯（フランク・サラーノ〈マイケル・ラーナー〉）
- ノー・エスケイプ（刑務所長〈マイケル・ラーナー〉）※ソフト版
- ハードウェア（アルヴィ）※テレビ東京版
- バード・オン・ワイヤー（ローン）※テレビ朝日版
- バートン・フィンク（ジャック・リプニック〈マイケル・ラーナー〉）※VHS版
- バック・トゥ・ザ・フューチャー PART3（運転士〈ビル・マッキニー〉）※テレビ朝日版
- バットマン（エクハート警部補〈ウィリアム・フットキンス〉）※テレビ朝日版
- バトルクリーク・ブロー（バトルクリーク・ジャッジマン）
- バトルランナー（ダイナモ）※フジテレビ版
- 華やかな魔女たち（怪我をした運転手〈アルベルト・ソルディ〉[147]）
- ハムナプトラ2/黄金のピラミッド（イムホテップ〈アーノルド・ヴォスルー〉[148]）※ソフト版
- 張り込みプラス（マクナマラ）※ソフト版
- ビーン（ジョージ・グリアソン〈ハリス・ユーリン〉）※VHS・DVD版、（ニュートン将軍〈バート・レイノルズ〉）※日本テレビ版
- 必殺ビッグガン/最後の標的（シルビオ〈フランク＝オリヴィエ・ボネ〉）
- 羊たちの沈没（マーティン・バルサム探偵〈マーティン・バルサム〉）
- ヒドゥン（ジョナサン・ミラー）
- 100万ドルの血斗（オブライエン）
- ピラニア（デュモント〈ポール・バーテル〉）
- ビリー・ザ・キッド/21才の生涯（コリン・ベイカー〈スリム・ピケンズ〉）
- ファール・プレイ（ファージー〈ブライアン・デネヒー〉）
- フォース（ダニー・トゥーリー〈ポール・ウィンフィールド〉）
- 復讐のガンマン（保安官）
- 復讐のビッグガン（ルイス）
- ふたりの男とひとりの女（パーティントン署長〈ロバート・フォスター〉[149]）
- フリック・ストーリー（レイモン）
- フルーク（ボス〈ジョン・ポリト〉）
- ブルーサンダー ※テレビ朝日版
- ブレーキ・ダウン（アル〈リッチ・ブリンクリー〉）※日本テレビ版
- プレデター（ビリー〈ソニー・ランダム〉）※フジテレビ版
- ブロンコ・ビリー（レフティ〈ビル・マッキーニー〉）
- ベイブ/都会へ行く（ファグリー・フルーム〈ミッキー・ルーニー〉、ナイジェル）※ソフト版
- ボーン・レガシー（マーク・ターソ〈ステイシー・キーチ〉[150]）
- ホビット 思いがけない冒険（バート[151]）
- 泣かないで（ジミー〈ジェームズ・ココ〉）※テレビ朝日版
- マイ・フェア・レディ（ゾルタン・カーパシー〈セオドア・ビケル〉）※TBS版
- マイホーム・コマンドー（スーター将軍、ダスティ大佐〈ジャック・イーラム〉）
- マカロニ・ウエスタン 800発の銃弾（フリアン・トラルバ）
- マックQ（スタン・ボイル〈ウィリアム・ブライアント〉）
- ママのフィアンセ/結婚に異議あり!（ジョーイ・レンダ〈リチャード・ポートナウ〉）
- ミシシッピー・バーニング（レイ・スタッキー保安官〈ゲイラード・サーテイン〉）※テレビ朝日版
- ミズーリ・ブレイク（サイ〈ジョン・P・ライアン〉）
- 未来は今（ウェアリング・ハッドサッカー〈チャールズ・ダーニング〉[152]）※パイオニアLDC版
- ミュータント・ニンジャ・タートルズ2（レイザー、バーのオーナー〈ジョセフ・アモデイ〉、スターンズ署長〈レイモンド・セラー〉）※劇場公開版
- ミラクル・ファイター（大法師〈ユエン・シュンイー〉）
- 名犬ウォン・トン・トン（スタビー〈アルド・レイ〉）
- メイフィールドの怪人たち（ルーベン・クロペック〈ブラザー・セオドア〉）※テレビ朝日版
- メル・ブルックス/新サイコ ※TBS版
- 盲目ガンマン（スカンク）
- 燃えよNINJA（フック）
- ヤングガン（ペピン）
- ヤング・フランケンシュタイン（モンスター〈ピーター・ボイル〉）
- 夜は夜もすがら（スティーヴ・ブレア）
- 48時間PART2/帰って来たふたり（マルコム・プライス〈テッド・マークランド〉）※ソフト版
- ラ・スクムーン（クラブ・オーナー〈ニコラス・ボーゲル〉）※日本テレビ版
- ラビリンス/魔王の迷宮 ※ソフト版・フジテレビ版
- リオ・ロボ（トム・ヘンドリックス）※フジテレビ版
- リベンジ（テキサス人〈ジェームズ・ギャモン〉）※テレビ朝日版
- レイズ・ザ・タイタニック（プレブロフ大佐）※フジテレビ版
- レナードの朝（バート）※ソフト版
- ロケッティア（エディ・ヴァレンタイン〈ポール・ソルヴィノ〉）※ソフト版
- ロッキー3（クラバー・ラング〈ミスター・T〉[153]）※TBS版
- ワイルド・ワイルド・ウエスト（マグラス将軍〈テッド・レヴィン〉）※ソフト版
- 私がウォシャウスキー（ボビー・マロリー〈チャールズ・ダーニング〉）
- 私にだってなれる! 夢のナレーター単願希望（ドン・ラフォンティーヌ）
- ワンス・アポン・ア・タイム・イン・アメリカ（ジョー〈バート・ヤング〉）※VHS版
- ワンス・アポン・ア・タイム・イン・チャイナ外伝/天地笑覇（アソウ〈ン・マンタ〉）

#### ドラマ
- 悪魔の異形 #9（トニー）
- アメリカン・ヒーロー #21（ダブー〈ジョン・ハンコック〉）、#40（師範〈マコ岩松〉）、#42（ムンゴ）
- 宇宙大作戦（ハリー・マッド〈ロジャー・C・カーメル〉）※デジタルリマスター版追加部分
- ウルトラマンG（ブリューワー将軍）
- X-ファイル シーズン1「E.B.E.」
- 俺がハマーだ![154]
  - シーズン1 #5（ルー）
  - シーズン2 #14（ドン・メリル〈ブライオン・ジェームズ〉）
- オン・ジ・エアー（ドワイト・マクゴニグル〈マーヴィン・カプラン〉）
- 警察署長（エメット・スペンス）
- 刑事コジャック シーズン1 #19（ビリー・デルーカ）
- 刑事コロンボシリーズ
  - 指輪の爪あと（リオ・ジェントリー探偵）
  - 死の方程式（クインシー）
- 刑事スタスキー&ハッチ シーズン1 #6（ルー・ポウジー）
- こちらブルームーン探偵社
  - シーズン2 #10（ルーベン・キング〈ジェームズ・アヴェリー〉）
  - シーズン3 #8（マックス〈ライオネル・スタンダー〉）
- 三国志演義（董承〈劉龍〉）※NHK-BS2版
- CSI:ニューヨーク8（ポール・バートン〈リー・メジャース〉）
- ジェシカおばさんの事件簿 シーズン3 #1（ハンク・サッター〈チャールズ・ネイピア〉）
- シドニー・シェルダンの明日があるなら（リッチ警部）※VHS版
- シャーロック・ホームズの冒険
  - ノーウッドの建築業者（巡査）
  - 瀕死の探偵（カーナック大佐）
- 私立探偵マグナム シーズン2 #6（ハーコート〈ロイ・ドートリス〉）、#15（ディ・コモ侯爵）
- 新アウターリミッツ シーズン1 #9（ウィルソン警部補〈ドン・S・デイヴィス〉）
- スティーブン・キングのランゴリアーズ（ドン・ギャフニー〈フランキー・フェイソン〉）※VHS版
- スパイ大作戦
  - 死のロープウェイ（グロセット）
  - 時間差で口を割れ（グリステン、ウェイター）
  - 死を呼ぶカード（ハウザー）
  - 陸軍給与を奪回せよ!（ブロイル、憲兵）
  - 第三次世界大戦勃発（スミス、提督）
  - 水爆仕掛人（フランク、警官B）
  - 指令なき作戦計画（警備員）
  - カラクリを叩きつぶせ（ファスニー）
  - 市街大追跡（スネリング）
- 大草原の小さな家（ハンス・ドーフラー）
- ダンディ2 華麗な冒険 #1（トリヴァー）、#12（モアヘッド）、#18（ボリス）、#22（ファウラー博士）
- 地上最強の美女たち!チャーリーズ・エンジェル
  - シーズン1 #20（ガルブライス）
  - シーズン2 #1（デュース）、#11（チェイフィー）、#22（ジャック・オーウェル）、#25（メイス）
  - シーズン3 #13（ゲイツ〈ジェームズ・ギャモン〉）
- 地上最強の美女バイオニック・ジェミー シーズン2 #8（トーマス神父）
- 超音速攻撃ヘリ エアーウルフ シーズン3 #4（ダブリン）
- 超音速ヒーロー ザ・フラッシュ（デスモンド・パウエル/ナイトシェード〈ジェイソン・バーナード〉）※日本テレビ版
- 特捜刑事マイアミ・バイス
  - シーズン1 #10（トリック・ベイビー）、#15（サム）、#18（ジョン・コステラーダ）
  - シーズン2 #8（サーフ〈デヴィッド・ラッシュ〉）、#18（ベネディクト〈ハーヴェイ・ファイアスタイン〉）、#20（ゴメス）
  - シーズン4 #4（ジェームズ・デイヴィス）
- 特別狙撃隊S.W.A.T. シーズン1 #7（ニコラス・コルテス）
- 特攻野郎Aチーム（“コング” ボスコ・B.A.・バラカス〈ミスター・T〉）
- ナイトライダー
  - シーズン3 #1（C・J・ジャクソン〈ジム・ブラウン〉）
  - シーズン4 #19（メル・トビー〈アンソニー・ポンジーニ〉）
- ナース・ジャッキー2（ジョン・デッカー）
- ナルニア国物語（マルガセラム、巨人）
- パパにはヒ・ミ・ツ シーズン1 #2（店員）
- ヒルストリート・ブルース シーズン1（ラルフ・マカフィ〈ダン・ヘダヤ〉）
- フェアリーテール・シアター はだかの王様（ボー〈アラン・アーキン〉）
- ふたりは最高!ダーマ&グレッグ シーズン5 #21（マーティ・ホフマン）
- プリズナーNo.6
  - 思想転移（ポッター）
  - おとぎ話（カミンスキー）
- ボードウォーク・エンパイア 欲望の街（カフィー）
- ミステリー・グースバンプス（ハリソン・サドラー）
- 名探偵モンク2（スパイダー）
- 名探偵モンク3
- モンティ・パイソン（テリー・ジョーンズ）
  - 空飛ぶモンティ・パイソン
  - モンティ・パイソン・アンド・ナウ
  - モンティ・パイソン・アンド・ホーリー・グレイル
  - モンティ・パイソン/ライフ・オブ・ブライアン
  - モンティ・パイソン/人生狂騒曲
- ラバーン&シャーリー シーズン2 #21（バーニー）

#### アニメ
- アメリカ物語（モー）
- アラジン（洞窟）
- アラジンの大冒険（泥大王、ムクタール）
- X-MEN（テレビ東京版）（ジャガーノート）
- カールじいさんの空飛ぶ家シリーズ（カール・フレドリクセン）
  - カールじいさんのデート[155]
  - ダグの日常（カール・フレドリクセン）[156]
  - ダグの特別な1日（カール・フレドリクセン）
- 恐竜大行進（ウーグ）
- コルドロン（ホーンド・キング）
- 新くまのプーさん（ゴミ大王）
- 地上最強のエキスパートチーム G.I.ジョー ザ・ムービー（スノージョブ、ゴロブュラス）
- ダックテイル（バウンティ）
- チップとデールの大作戦（プレイトー）
- ディック・トレイシー（プルーンフェイス）
- トムとジェリーキッズ（ターク、ダンプスター）
- トレジャー・プラネット（ビリー・ボーンズ）
- バイオハザード ダムネーション（イワン・ジュノダビッチ / アタマン[157]）
- バットマン（ガース）
- マイリトルポニー〜トモダチは魔法〜（アビソトル）
- まんがスーパー大集合
- ライオン・キングのティモンとプンバァ（ボリス）
- リロ アンド スティッチシリーズ（ジャンバ・ジュキーバ博士）
  - リロ・アンド・スティッチ
  - リロ・アンド・スティッチ 2
  - スティッチ！ザ・ムービー
  - リロ・アンド・スティッチ ザ・シリーズ
  - リロイ・アンド・スティッチ

#### 人形劇
- キャプテン・スカーレット
  - 北部地球防衛軍あやうし!（エディ）
  - 北極の死闘!（ニールソン）
  - アメリカ大陸を救え!（バーテンダー）
  - 地獄の猛火!（SKR4号航海士）
- サンダーバードシリーズ
  - ジェット“モグラ号”の活躍（レイノルズ軍曹）
  - オートレーサー・アランの危機（ケニー・マローン）
  - サンダーバード 劇場版（ザ・フッド）※テレビ版
  - サンダーバード6号（ザ・フッド）※テレビ版
- フラグルロック
- ロンドン指令X 4人のにせ札団（マリンズ）

### 人形劇
- ジャスパーくん（悪い案山子の声）
- 飛べ!孫悟空（一角獣）
- ひげよさらば（タレミミ）

### 特撮（声優）
1971年
- スペクトルマン（ガマ星人〈リーダー〉の声、ジェノス星人の声）

1972年
- 快傑ライオン丸（分身魔王デボノバの声〈3代目〉）
- サンダーマスク（大魔王ベムキングの声）
- シルバー仮面（ゴルゴン星人の声）
- 好き! すき!! 魔女先生
- 人造人間キカイダー（ハカイダーの声）
- 超人バロム・1（ドルゲの声）

1973年
- イナズマン（帝王バンバ / 火炎ファイターの声）
- キカイダー01（ギルハカイダー / ブラックドラゴンの声）
- ファイヤーマン（ヴィレナス星人の声）

1974年
- 電撃!! ストラダ5（ミスター・アスモディの声）
- 飛び出す立体映画 イナズマン（帝王バンバ / 火炎ファイターの声）

1975年
- アクマイザー3（大魔王ガルバーの声、サイレーンの声）
- 秘密戦隊ゴレンジャー（三ヶ月仮面の声、ツバサ仮面の声、角仮面の声、剣仮面の声、鉄人仮面テムジン将軍の声、火の山仮面マグマン将軍の声〈2代目〉、ゴールデン仮面大将軍の声）
- 正義のシンボル コンドールマン（キングモンスターの声）

1976年
- 宇宙鉄人キョーダイン（闇将軍ガブリンの声、アルファタ・ダダーリン王の声、デスフラッシュの声〈2代目〉、デスガッターの声〈2代目〉、タンクーダの声、ノコギリンの声、ワニンガーの声、カメレオンの声）
- 秘密戦隊ゴレンジャー 爆弾ハリケーン（ゴールデン仮面大将軍の声）

1977年
- ジャッカー電撃隊（デビルキラーの声、イカルス大王の声 他）
- 小さなスーパーマン ガンバロン（怪人ドワルキン〈声〉）

1978年
- 宇宙からのメッセージ（ビッグサムの声）
- ジャッカー電撃隊VSゴレンジャー（四天王ロボの声）
- スパイダーマン（ほとんどのマシーンベムの声）
- UFO大戦争 戦え! レッドタイガー（ブラックデンジャー魔王〈声〉）

1979年
- バトルフィーバーJ（サタンエゴスの声）

1980年
- 電子戦隊デンジマン（ほとんどのベーダー怪物の声、バンリキモンスの声）

1981年
- 太陽戦隊サンバルカン（ヘルサターン総統の声）
- 太陽戦隊サンバルカン（劇場版）（ヘルサターン総統の声）

1982年
- 宇宙刑事ギャバン（ドン・ホラーの声〈初代〉）
- バッテンロボ丸（カペタンの声）
- ロボット8ちゃん（恐竜ハチの声）

1983年
- 宇宙刑事シャリバン（魔王サイコの声）
- バッテンロボ丸（劇場版）（カペタンの声）

1984年
- 宇宙刑事シャイダー（大帝王クビライの声）
- 宇宙刑事シャイダー（劇場版）（大帝王クビライの声）
- 劇場版 宇宙刑事シャイダー 追跡! しぎしぎ誘拐団（大帝王クビライの声）
- 星雲仮面マシンマン（ゴールデンモンスの声 他）
- どきんちょ!ネムリン（寺の鐘の声）

1985年
- 巨獣特捜ジャスピオン（電子惑星サクラの声、サタンゴースの声）
- 電撃戦隊チェンジマン（ジーグの声、アハメス三獣士ダブンの声）

1986年
- 時空戦士スピルバン（デスゼロウ将軍の声）

1987年
- 仮面ライダーBLACK（1987年 - 1988年、ダロムの声）
- 超人機メタルダー（機甲軍団長凱聖ドランガーの声、戦闘ロボット軍団爆闘士ゴチャックの声、戦闘ロボット軍団烈闘士ザーゲンの声、ヨロイ軍団雄闘ウォッガーの声、機甲軍団暴魂アグミス1号の声、機甲軍団烈闘士ブルチェックの声）

1988年
- 仮面ライダーBLACK RX（ボスガンの声）
- 劇場版 仮面ライダーBLACK 鬼ヶ島に急行せよ（ダロムの声）
- 劇場版 仮面ライダーBLACK 恐怖!悪魔峠の怪人館（ダロムの声）
- 世界忍者戦ジライヤ（鬼忍・毒斎の声）

1989年
- 機動刑事ジバン（ドクターギバの声）
- 機動刑事ジバン（劇場版）（ドクターギバの声）

1990年
- 地球戦隊ファイブマン（ゴキラーギンの声、ブタルギンの声、コガネギンの声、タヌキツネギンの声、ゴリワシギンの声、サソリナマズギンの声）

1991年
- 不思議少女ナイルなトトメス（伝説のてるてる坊主の声）

1992年
- 恐竜戦隊ジュウレンジャー（ドーラ金角の声）

1994年
- 仮面ライダーJ（ナレーション）

1996年
- 激走戦隊カーレンジャー（PP〈プリプリ〉チープリの声）
- 七星闘神ガイファード（ゾディアックの声）

1998年
- 星獣戦隊ギンガマン（モルグモルグの声）

1999年
- ボイスラッガー（帝王ゲンバーの声）

2001年
- 百獣戦隊ガオレンジャーVSスーパー戦隊（ラクシャーサの声）

2006年
- 轟轟戦隊ボウケンジャー THE MOVIE 最強のプレシャス（ハイド・ジーンの声）

2010年
- 天装戦隊ゴセイジャー（モンス星人・大王惑星のモンス・ドレイクの声）

2011年
- オーズ・電王・オールライダー レッツゴー仮面ライダー（キングダークの声、大神官ダロムの声）

2012年
- 宇宙刑事ギャバン THE MOVIE（ドン・ホラーの声）

2013年
- 仮面ライダー×スーパー戦隊×宇宙刑事 スーパーヒーロー大戦Z（魔王サイコの声）

2015年
- ウルトラマンX（人工生命M1号の声）

2016年
- 仮面ライダー1号（アレクサンダー眼魂の声）
- 仮面ライダーゴースト 伝説!ライダーの魂!（眼魔ウルティマアレクサンダー / 闇の意志の声）

### ラジオ
- うたわれるものらじお（音泉/ラジオ関西）

### CD・カセット
- 穢翼のユースティア（ボルツ・グラード）
- 青の騎士ベルゼルガ物語 シリーズ
- NG騎士ラムネ&40 2 キングオブキングス熱血スペシャル（お仕置ロボ）
- カセット文庫 青の騎士ベルゼルガ物語1（シャ・バック）
- カセット文庫 青の騎士ベルゼルガ物語2（ネイル・コバーン）
- コードギアス 反逆のルルーシュR2 Sound Episode「枢木 の 里 ・ 悪霊 の 宿 ・ 本当に あった 怖い ギアス」（悪霊）
- CDシアター ドラゴンクエストV（ミルドラース）
- スイス時計の謎（船曳警部）
- 聖刻覇伝 ラシュオーンの嵐（モガラ大僧正）
- 百鬼夜行抄（飯嶋蝸牛）
- 封殺鬼（CYBERPHASE版）（安倍晴明）
- 魔神英雄伝ワタル3 CDシネマ5、6（ゴクアクダー）
- 摩陀羅・転生編（光河三郎）
- ブリコン 〜BLEACH CONCEPT COVERS〜 2（バラガン・ルイゼンバーン）

### テレビドラマ
- マグマ大使（バランゴ島空港管制官）
- 五番目の刑事 第22話「おかしなおかしな逃亡者」（1970年、NET） - 加東
- 柔道一直線（審判）
- どっこい大作（大山倍達の声）
- 闘え!ドラゴン（闇の眼の声、海嵐の声）
- 電子戦隊デンジマン（五代万作）
- Gメン'75（仔永禄〈楊斯〉の声の吹き替え〈201、202話〉）
- バトルフィーバーJ（大富豪）
- 未来からの挑戦
- 火曜サスペンス劇場「観覧車は見ていた」（観覧車の声）
- 火曜サスペンス劇場　だます女だまされる女8（石毛まどかの父親の声）
- 巨獣特捜ジャスピオン（鴨川シーワールド館長・秋山）
- スケバン刑事III 少女忍法帖伝奇（果心居士）
- 冗談ストリートII 第5回「悪い奴ほどよく笑う」（刑事）

### 映画
- 犬刑事
  - 犬刑事 第1話ン!
  - 犬刑事 第2ャー!!
- 劇場版 仮面ライダー555 パラダイス・ロスト（顔C[158]）※特別出演
- 柔の星（審判）
- 帝都大戦（平将門の声）
- テルマエ・ロマエ（OPナレーション）
- テルマエ・ロマエII（OPナレーション）

### ナレーション
- NHK 地球に乾杯
- 日本テレビ 知ってるつもり?!
- 日本テレビ ティンティンTOWN!
- 日本テレビ しゃべくり007
- TBSテレビ 女神の天秤
- フジテレビ この話、凄くないですか?
- フジテレビ ザ・ノンフィクション
- テレビ朝日 スーパーJチャンネル・木曜特集3「迷宮の扉」、「追跡！真実の行方」、他
- テレビ朝日 タイムショック21（ナレーション）
- NHK BSプレミアム『モンティ・パイソン 復活ライブ!』
- 静岡放送 SBSドキュメンタリー
- BSフジ 竹中直人 P.S.45
- 愛知発地域ドラマ「真夜中のスーパーカー」みどころ紹介（番宣ナレーション）
- シルバー仮面大百科 DVD

### CMナレーション
- 山六水産
- カプコン「ロックマンエグゼ6」
- サン電子「アトランチスの謎」
- ヒューマン「爆走デコトラ伝説」
- ブルボン「辛味亭ダッツ」
- 日本コカ・コーラ「ジョージア」
- ディー・エヌ・エー モバゲータウン「海賊ロワイヤル」CM（海賊の声）
- バンプレスト「リアルロボッツファイナルアタック」

### ボイスオーバー
- 美の巨人たち
- ABCテレビ　キラリ

### 書籍
- 僕らを育てた声 飯塚昭三編（アンド・ナウの会）

### その他コンテンツ
- アニメロミックス presents NANA MIZUKI LIVE CIRCUS 2013 supported by JOYSOUND Calbee 劇中劇『音楽戦隊チェリボセブンG』（ブラックシグマ首領）
- サンリオピューロランド内「夢のタイムマシン」上映「ONE PIECE 3D 激走!トラップコースター」（トラップ大佐）
- 東映怪人怪獣大百科 怪獣篇（VHS）（魔人ドルゲの声）
- 東京国立博物館「対決 巨匠たちの日本美術」音声ガイド（雪舟）
- 東京ディズニーランド シンデレラ城ミステリーツアー（ホーンドキングの声）
- 東京ディズニーランド ディズニー・ハーモニー・イン・カラー（カール・フレドリクセンの声）
- バンダイ 「魂SPEC ギルガザムネ」PV（ドルチェノフ[159]）
- CR怪物くん デーモンの剣（怪物大王）
- 魔神英雄伝ワタル3 ラジオ（ゴクアクダー）
- バンダイ・元祖SDガンダム・ビデオ「SDガンダム G-ARMS緊急出動」（キャプテンガンダム、ブラッディザク）